# 에우둔 그뢴볼
에우둔 그뢴볼(노르웨이어: Audun Grønvold, 1976년 2월 28일~2025년 7월 15일)은 노르웨이의 전직 프리스타일 스키 선수, 알파인 스키 선수로 주 종목은 스키크로스이다. 노르웨이 알파인 스키 국가대표로 활동했으며 종목을 바꾼 후 2004년부터 프리스타일 스키 국가대표로 활동했다. 
그는 2010년 동계 올림픽 남자 스키크로스 종목에서 동메달을 획득했으며 세계 선수권 대회에서 동메달 1개를 획득했다.
2025년 7월 16일 오두막 여행 중이던 7월 12일에 번개를 맞은 후 며칠 만에 49세의 나이로 사망하였다.